# Паначек, Йозеф
Йозеф Паначек (чеш. Josef Panáček; 8 сентября 1937, Старе-Место — 5 апреля 2022) — чехословацкий стрелок, выступавший в ските, олимпийский чемпион, чемпион Европы. Заслуженный мастер спорта Чехословакии.

## Карьера
На Олимпийских играх дебютировал в Монреале в 1976 году, где выступал в дисциплине «скит». В основном раунде из 200 мишеней поразил 198, промахнувшись по разу в первый и второй день соревнований. Аналогичный результат показал голландский стрелок Эрик Свинкелс, разделивший первое место с Паначеком. Судьба золотой медали решалась в перестрелке, которая затянулась до 50 выстрелов. В итоге голландец промахнулся и проиграл чехословаку перестрелку со счётом 50-49.
Став в 1980 году чемпионом Европы, Паначек предпринял попытку защитить звание олимпийского чемпиона, но в Москве выступил неудачно — он поразил 194 мишени из 200 и занял с этим результатом только 11-е место.